# Heilige Sippe

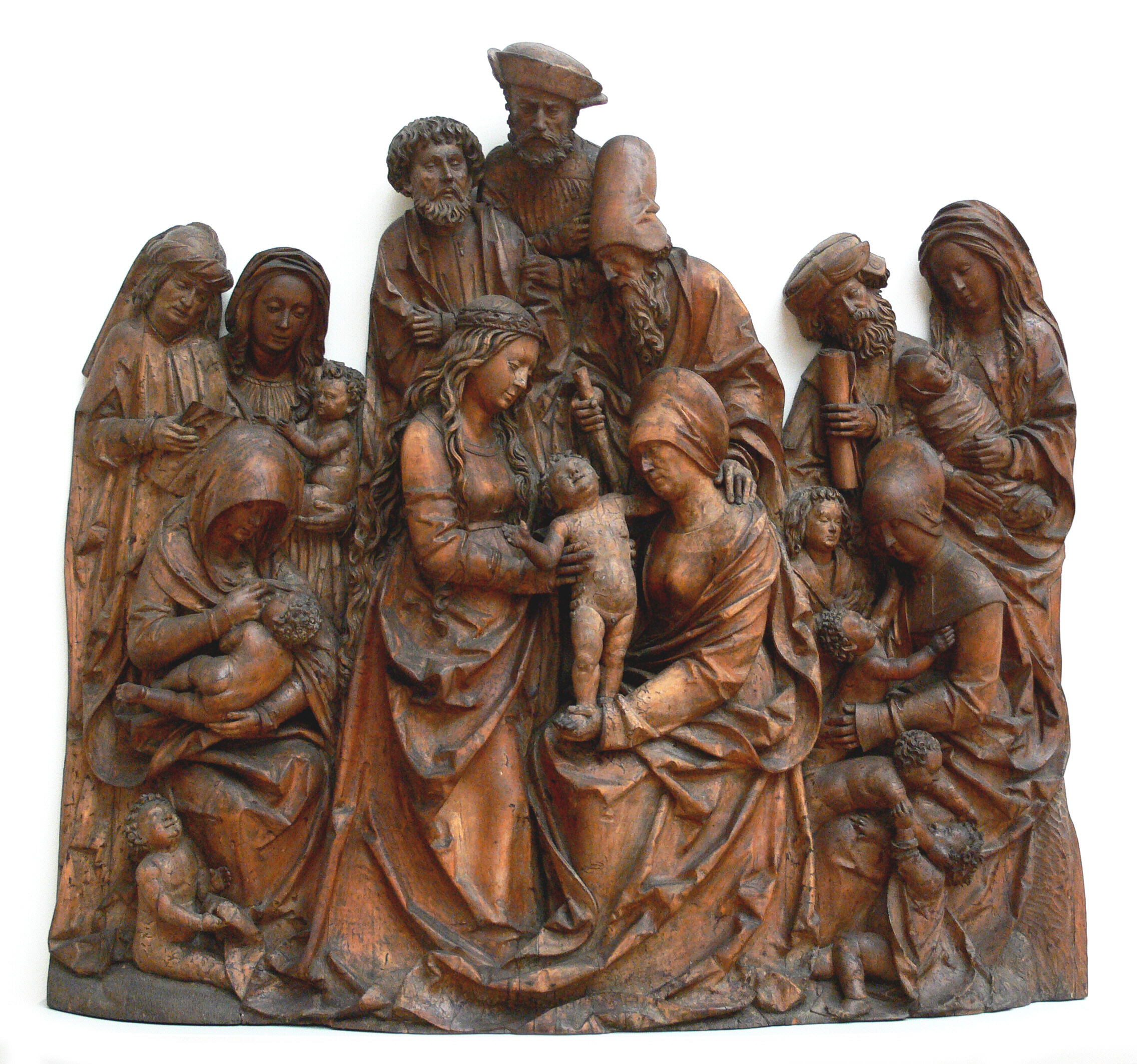
Hans Thomann: Heilige Sippe, Memmingen um 1515 (Bode-Museum, Berlin)

Heilige Sippe ist in der Ikonografie ein Begriff für eine Darstellung der Verwandten Jesu Christi. Es handelt sich hierbei nicht um einen Stammbaum, sondern um ein Familienbild. Andere solche Darstellungsformen der Verwandten und der Familie Jesu Christi sind die Heilige Familie, der heilige Wandel, das Haus Nazareth, Anna selbdritt bzw. Anna selbviert, und Anna lehrt Maria das Lesen.

## Trinubium

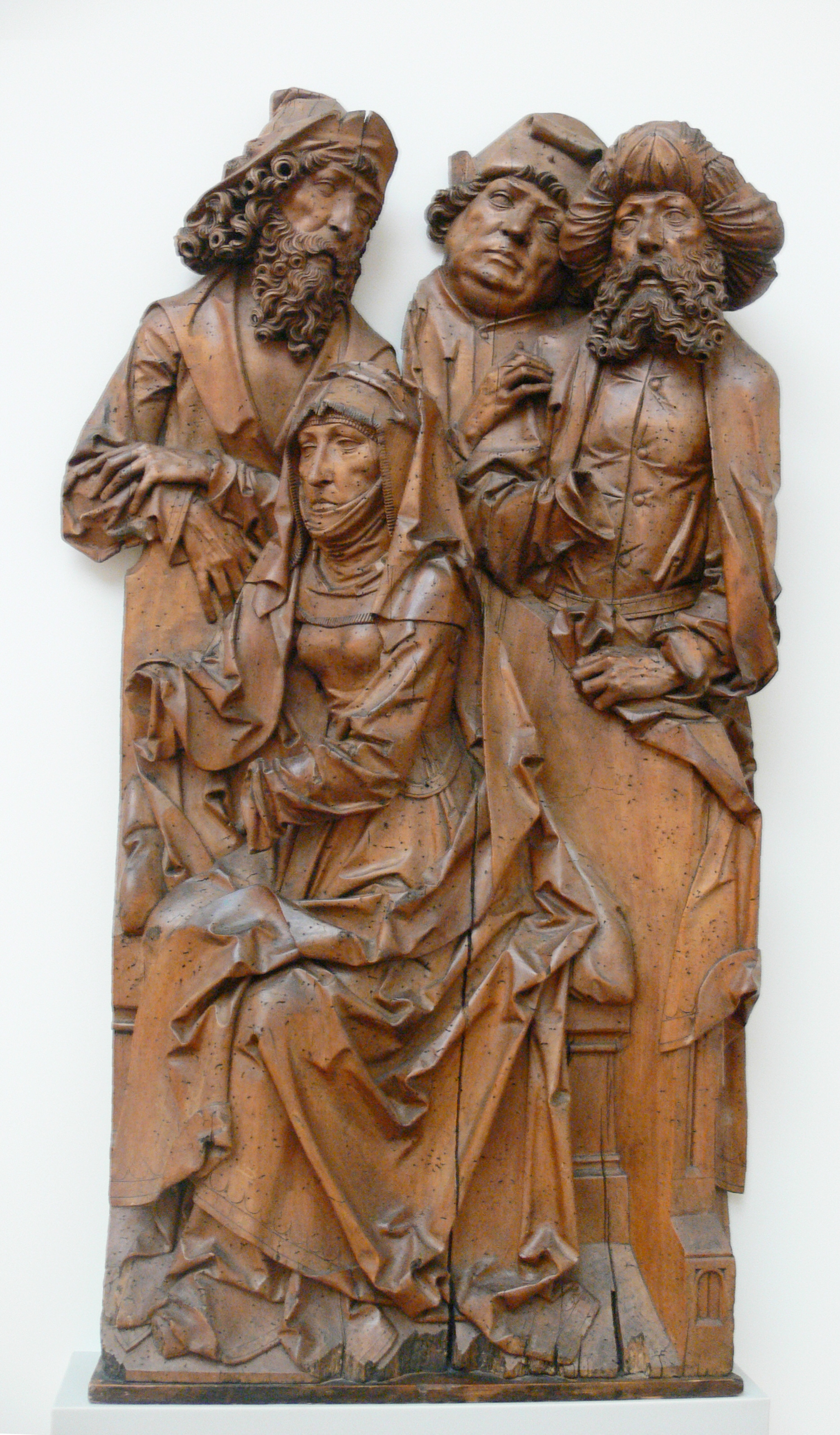
Tilman Riemenschneider: Die hl. Anna und ihre drei Ehemänner, um 1500/1510 (Bode-Museum, Berlin)

Einige Personen der heiligen Sippe werden im Neuen Testament erwähnt; andere, so auch die Eltern Mariens, die hl. Anna und Joachim, im Protoevangelium des Jakobus, oder sie wurden durch die Tradition der Kirche überliefert. Unter diesen Überlieferungen ist die Vorstellung eines sogenannten Trinubiums („dreimalige Vermählung“) der heiligen Anna: Nach dem Tode ihres ersten Ehemannes, Joachim, soll sie mit Cleopas eine zweite Ehe eingegangen sein. Von Cleopas heißt es, er sei ein Bruder des heiligen Josef gewesen. Nach dem Tode des Cleopas heiratete Anna ein drittes Mal, den Salomas. In jeder dieser Ehen gebar sie eine Tochter, die sie jeweils Maria nannte. Zur Unterscheidung hatte die zweite Tochter den Beinamen Cleopas und die dritte den Beinamen Salome. Diese Überlieferung schlug sich auch in einem alten Lied wieder, das in der Legenda aurea des Jacobus de Voragine wiedergeben wird:

„Anna war ein selig Weib,
drei Marien gebar ihr Leib.
Drei Mannen hatt sie zur Eh’:
Joachim, Cleophas, Salome.
Joseph ward Marien geben,
die gebar Jesum, unser geistlich Leben.
Alphaeus die ander’ Maria nahm,
die gebar Jacob, Joseph, Simon und Judam.
Die dritte Maria war nicht verlassen,
sie gebar aus Zebedaeo Johannem und Jacob den Großen.“

Die Überlieferung vom Trinubium wurde im 9. Jahrhundert durch Haymo, den Bischof von Halberstadt, tradiert und fand sich auch im 15. Jahrhundert in der Schedelschen Weltchronik.

## Dargestellter Familienkreis
Um die heilige Anna herum werden im Motiv der heiligen Sippe die Ehemänner, Töchter und Schwiegersöhne und die Enkel dargestellt: Joachim, Cleopas, Salomas, Maria, Josef, Maria Cleopas, Alphäus, Maria Salome, Zebedäus, Simon Zelotes, Judas Thaddäus, Jakobus der Jüngere, Josef und die Zebedäussöhne Jakobus der Ältere und Johannes, insgesamt 17 Personen.
Dem Lukasevangelium zufolge ging Maria, um ihre schwangere Base Elisabet zu besuchen. Elisabet war verheiratet mit Zacharias, beide sind Eltern Johannes’ des Täufers. So gibt es weitergehende Darstellungen, wie zum Beispiel in der Schedel’schen Weltchronik von 1493, die die Eltern der heiligen Anna miteinbeziehen und in vier Generationen 26 Personen zeigen, allerdings auf zwei Bildern:
1. Urgroßeltern: Ysachar und Susann (nach der Legenda Aurea) bzw. Stollanus (nach Johannes Eck) und Emerentia (nach Johannes Eck und Jadocus Badius)
2. Großeltern: Anna, Joachim, Cleopas, Salomas, Esmeria, Ephraim
3. Eltern: Maria und Joseph; Maria Cleopas und Alphäus; Maria Salome und Zebedäus; Elisabeth und Zacharias, Eliud und Emerentia
4. Kinder: Jesus Christus, Judas Thaddäus, Simon Zelotes, Josef der Gerechte, Jacobus minor, Johannes Evangelista, Jacobus major, Johannes der Täufer

## Annenkult und Familiensinn im späten Mittelalter

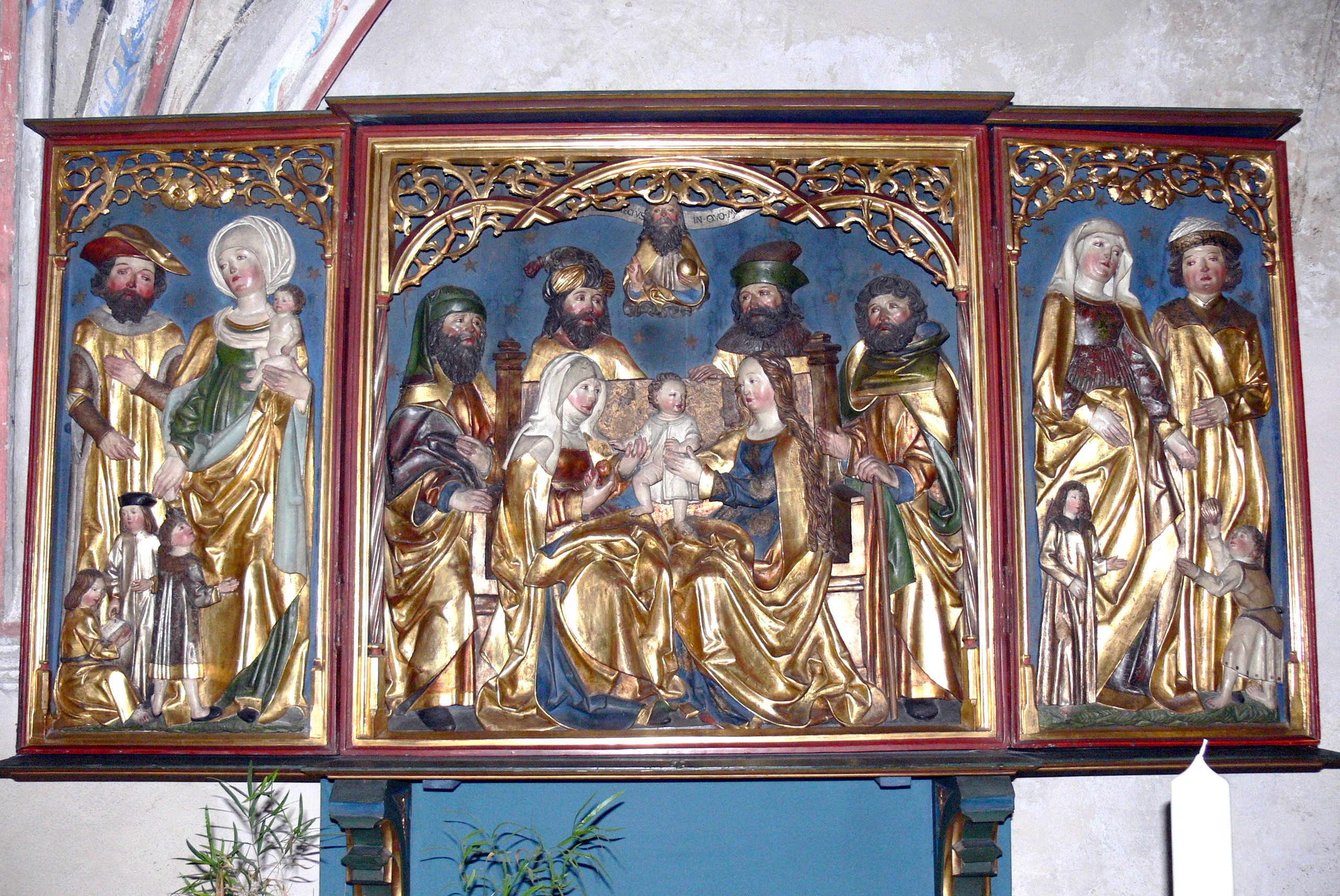
Altarbild mit geschnitzter Darstellung der heiligen Sippe (1508), Langenzenn

Mitte des 15. Jahrhunderts breitete sich in Deutschland der Annenkult aus. Zahlreiche Annenbruderschaften und Annenaltäre wurden gegründet. Das Motiv der Anna selbdritt wurde sehr beliebt. Das Bürgertum war nach den Pestepidemien wieder erstarkt. Der Zusammenhalt einer Familie wurde hochgeschätzt, der Heiligen Familie wurde besondere Ehrfurcht entgegengebracht.
Darüber hinaus ist im Spätmittelalter aber auch ein grundsätzliches Interesse der Gesellschaft an genealogischen Konstruktionen zu beobachten. Die eigene Identität wurde in dieser Zeit gerne durch den Hinweis auf verwandtschaftliche Zusammenhänge ausgedrückt; Adelshäuser, aber auch die bürgerliche Oberschicht waren bemüht, ihre Abstammung zu erforschen.

## Fresko der heiligen Sippe in Loxstedt

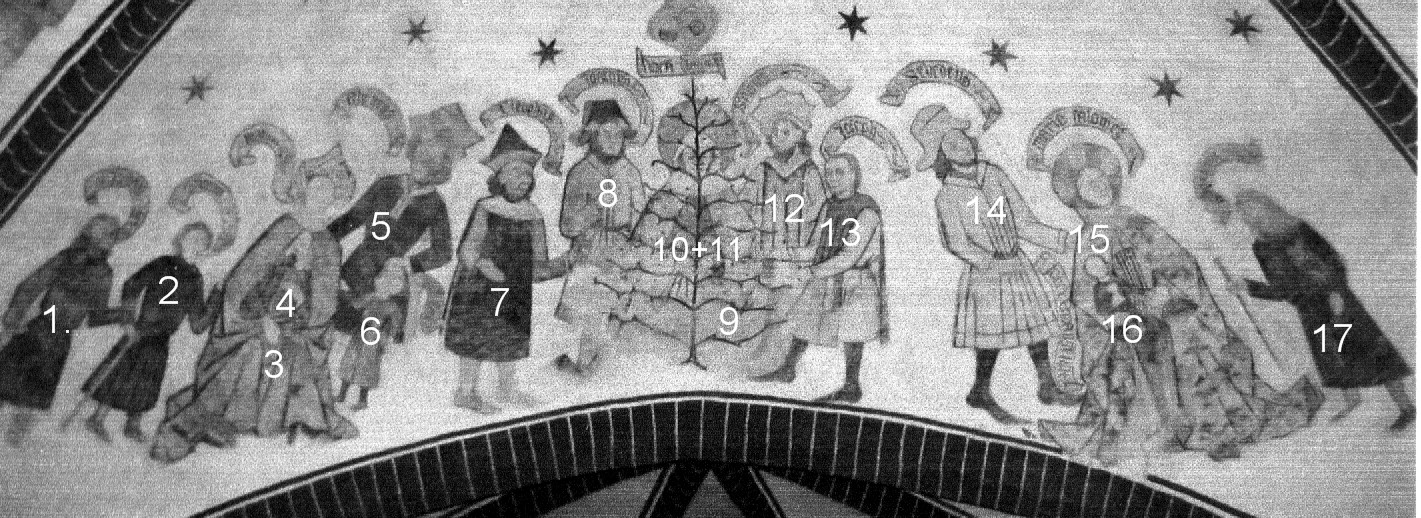
Die heilige Sippe in Loxstedt mit Index der Dargestellten

In der St.-Marien-Kirche in Loxstedt im Landkreis Cuxhaven befindet sich eine sehr gut erhaltene Darstellung der heiligen Sippe. Bei ihrer Gründung im Jahre 1371, nach der sogenannten „Kinderpest“, war die Kirche zunächst eine Kapelle. Als diese 1451 zur Pfarrkirche wurde, verlängerte man sie nach Osten um einen Chor, über dem eine heilige Sippe dargestellt wurde.
In der Mitte findet sich eine Darstellung der Anna selbdritt. Um sie herum stehen die drei Ehemänner und der Schwiegersohn Josef. Nach rechts schließen sich Maria Salome und Zebedäus mit ihren beiden Söhnen an, links sehen wir Maria Cleopas mit Alphäus und ihren vier Söhnen. Die 17 Personen sind zu drei Gruppen in Familien zusammengefasst; das lässt das Bild sehr harmonisch wirken.
Im Einzelnen sind folgende Personen von links nach rechts zu sehen:
1. Simon Zelotes
2. Judas Thaddäus
3. Maria Cleophas mit 4. Joseph, dem Gerechten auf dem Arm
5. Alphäus der Ehemann und Vater mit 6. Jacobus minor
7. Cleopas
8. Joachim
9.–11. Anna selbdritt
12. Salomas
13. Joseph
14. Zebedäus
15. seine Ehefrau Maria Salome mit 16. Johannes Evangelist auf dem Arm
17. Jacobus major